# Ceanu Mare, Cluj
Ceanu Mare este satul de reședință al comunei cu același nume din județul Cluj, Transilvania, România. Comuna se află la o distanță de 61 km, față de Cluj-Napoca, și la 20 de km de cel mai apropiat oraș, Câmpia Turzii.

## Așezare
Amplasată în cea mai mare parte în bazinul Valea Lată și Valea Largă, comuna se suprapune unității colinare, formată din dealuri joase, Câmpia Transilvaniei. Suprafața comunei este de 9508 ha, iar populația este de 4.472 locuitori.
Satele aferente comunei Ceanu Mare: Boian, Bolduț, Ciurgău, Dosu Napului, Fânațe, Hodăi-Boian, Iacobeni, Stârcu, Morțești, Ștrucut, Valea lui Cati și Andici, Cătunul Andici a fost dezafectat in anul 1985, când a fost dărâmată ultima locuință.
La nord, teritoriul comunei se învecinează cu comuna Cojocna, nord-vest se învecinează cu comuna Frata, la vest cu comuna Ploscoș, la sud cu comunele Viișoara și Tritenii de Jos iar la est vecină îi este comuna Valea Largă din județul Mureș.
Clima zonei este temperat-continentală, moderată. Pe teritoriul acestei localități se găsesc izvoare sărate.

## Istorie
Descoperirile arheologice din Ceanu Mare, Hodăi-Boian, Bolduț, Iacobeni și Boian-Sat atestă faptul că aceste meleaguri au fost locuite încă din timpul daco-romanilor. Cea mai veche atestare documentară indirectă a Ceanului datează din 1293 dintr-un document emis de Cancelaria Regelui Andrei al Ungariei.
Istoria reține consemnate și "mișcările de protest" ale localnicilor, fața de celebrul "Protest al memorandiștilor" precum și prezența la "Marea Adunare de la Alba" din 01.12.1918 când, după Unire se consolidează pe aceste meleaguri, o civilizație compactă și omogenă care nu a putut fi integral distrusă cu toate presiunile regimului comunist.
Satul apare menționat în anul 1293 sub denumirea de Chan într-un document al Cancelariei Regelui Andrei al Ungariei. Satele Boian și Iacobeni apar menționate din secolul al XIV-lea , iar celelalte așezări ale comunei au fost înființate după evul mediu. Ulterior, în 1439 apare menționat sub denumirea de Mesechan, iar în 1449 Mezewchany.
În documente din 1465, este menționată existența în zonă a unor sate românești cneziale, cum ar fi "Voievodatul Cean", cu centrul în localitatea Cean. Reprezentanți ai comunei au fost prezenți în 1918 la adunarea de la Alba Iulia prin care s-a hotărât unirea Transilvaniei cu România.
Pe Harta Iosefină a Transilvaniei din 1769-1773 (Sectio 096 și Sectio 110) apare sub numele de Mezö Csán (Ceanul de Câmpie).

## Demografie
Conform recensământului efectuat în 2011, populația comunei Ceanu Mare se ridică la 3.531 de locuitori, în scădere față de recensământul anterior din 2002, când se înregistraseră 4.322 de locuitori. Majoritatea locuitorilor sunt români (88,45%). Principalele minorități sunt cele de romi (5,98%) și maghiari (2,18%). Pentru 3,34% din populație, apartenența etnică nu este cunoscută. Din punct de vedere confesional, majoritatea locuitorilor sunt ortodocși (85,39%), dar există și minorități de penticostali (5,75%) și reformați (1,78%). Pentru 3,54% din populație, nu este cunoscută apartenența confesională.

## Educație
În prezent în comuna Ceanu Mare se găsesc cinci școli. Acestea se află in satele: Ceanu Mare, Bolduț, Boian, Iacobeni și Dosu Napului.

## Lăcașuri de cult
- Biserica Greco-Catolică, din 1870, folosită din anul 1948 de parohia ortodoxă.

## Galerie de imagini

Comuna Ceanu Mare și satele componente

## Legături externe
Materiale media legate de Ceanu Mare la Wikimedia Commons